# ドンガン・ヒルズ駅
ドンガン・ヒルズ駅（ドンガン・ヒルズえき、英語：Dongan Hills）は、スタテンアイランドのドンガン・ヒルズにあるスタテンアイランド鉄道の駅である。

## 駅構造
| P ホーム階 | 相対式ホーム、右側ドアが開く | 相対式ホーム、右側ドアが開く                                            |
| P ホーム階 | 南行                         | ← トッテンヴィル駅ゆき（ジェファーソン・アベニュー駅） ← 急行列車：通過 |
| P ホーム階 | 北行                         | → セント・ジョージ駅ゆき（オールド・タウン駅）→ 急行列車：通過 →        |
| P ホーム階 | 相対式ホーム、右側ドアが開く |                                                                         |
| G          | 地上階                       | 出入口 (スロープが接続)                                                 |

相対式ホーム2面2線の構造で、屋根はベージュ色である。シービュー・アベニューへ通じる南口は、障害を持つアメリカ人法に基づき、スロープになっている。1933年に、駅の立体交差工事が始められた。北口は、ガレットソン・アベニューへ通じる階段がある。北行ホームの横には、無料の駐車場も設置されている。